# 아이슬레벤

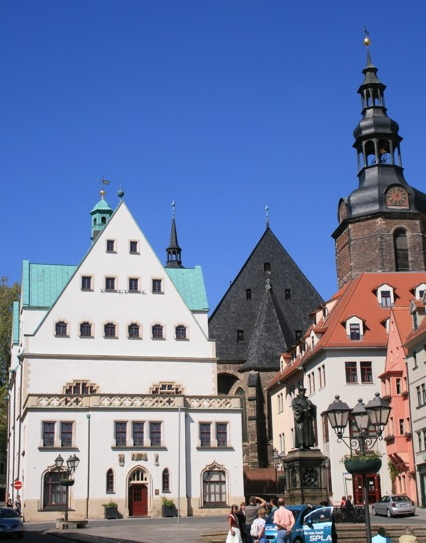
시청과 안드레아스 교회

아이슬레벤(독일어: Eisleben)은 독일 중동부 작센안할트주에 있는 도시이다. 인구 25,703명(2009년). 마르틴 루터의 고향으로 정식 명칭은 루터의 도시 아이슬레벤(Lutherstadt Eisleben)이다.
하르츠 산맥 기슭, 할레 서쪽 약 30km 지점에 위치한다. 아이슬레벤은 구시가와 신시가(Altstadt, Neustadt)로 구분된다. 신시가는 14세기 아이슬레벤의 광부들을 위해 건설되었다.

## 역사
997년 문헌에 처음 언급되었다. 하르츠 산맥의 구리 채굴로 알려지기 시작하였고, 만스펠트의 백작들이 소유하다 1780년 작센 선거후령에 넘어갔다. 1815년 프로이센에 귀속되어 작센 주에 속했다가, 제2차 세계대전 후 새로 개편된 작센안할트 주에 속하게 되었다. 1952년 동독 정부가 작센안할트 주를 폐지하여 할레 구에 속했다가 1990년 통일로 작센안할트 주가 부활하여 현재 작센안할트 주 만스펠트쥐트하르츠 군에 속해 있다.
종교개혁을 일으킨 마르틴 루터가 이 도시에서 1483년 구리 광산 광부의 아들로 태어나 1546년 생을 마쳤다. 루터의 생가와 세상을 떠난 집은 비텐베르크의 기념물과 함께 유네스코 세계문화유산으로 등록되었다. 이외에도 그가 가톨릭으로 세례를 받았던 성당도 보존되어 있다. 시는 1946년 루터 사망 400주기를 기하여 정식 명칭에 루터를 병기하였고, 1983년 루터 탄생 500주년을 기념하였다.